# ビロホリウカの学校攻撃
ビロホリウカの学校攻撃（ビロホリウカのがっこうこうげき）では、2022年5月7日にウクライナ東部ルハンスク州でロシアのウクライナ侵攻によりビロホリウカの民間人の避難所となっていた学校が爆撃を受けた。その当時、ウクライナ軍が死守しようとする都市セベロドネツクでは、親露派の前線との間で激しい戦闘が行われており、同市の近郊であるビロホリウカの町にも戦火が及んだ。
少なくとも2人が死亡し、当局は死者数はさらに増えると述べた。
爆撃時には約90人の民間人が校舎の地下室に避難をしていた。校舎はロシアの空爆を受け火災が発生し、多くの人が建物のがれきの下に閉じ込められた。
少なくとも約30人が救助された。2人が殺害されたと確認されているが、ルハンスク州州知事のセルヒイ・ハイダイは残りの約60人も殺害されたとみられていると述べた。
ウクライナ外務省は攻撃を糾弾した。